# Яко Божкович
Яко Божкович, Яков „Божичовек“ или Джакомо Хомодей е български мирски свещеник и един от първите католически мисионери в Пловдивско.

## Биография
Яко Божкович или Джакомо Хомодей е роден в Петокладенци (около 1620 г.) в семейство, изповядващо Павликянството. Като младеж е изпратен в Рим, където е покръстен в католическата вяра. Започва да учи в Илирийския колеж в Лорето, Италия на 3 февруари 1635 г. Преди това и по същото време в колежа учат Петър Парчевич, Марко Бабич, Петър Башевич. В турските документи българите са били записвани със собственото име и с името на бащата (фамилното име не е съществувало). В колежа българите са били регистрирани с фамилия съставена от бащиното име с наставка „-ич“ (подобно на хърватите). Завършва колежа през 1645 г.
През XVII век Католическата църква е имала амбиция да установи католически архиепископии и епископии там, където те са съществували по времето на ранното християнство. Така през 1643 г. са учредена на ново Софийската, Марцианополската и Охридската архиепископии от титулярните римокатолически епархии. Петър Парчевич е заел постта секретар и помощник на Марцианополски епископ в град Бакъу, в Румъния, а Петър Богдан – архиепископ на Софийската архиепархия със седалище в Чипровци. През 1645 г. Петър Богдан изисква Джакомо Хомодей да служи като свещеник в Калъчлий. Петър Богдан посещава селото на 21 ноември 1646 г. и е записал, че католическото население е наброявало вече 500 души, главно преселници от Никополско и заварил само един свещеник – Джакомо Хомодей (местните хора го наричали отец Яков).
Отец Яков бил направил една голяма къща, покрита със слама, за да служи част от нея за община, а другата за църква. Той стъкмява олтар и поставя статуи, които му били дадени от Петър Богдан. При откриването ѝ Петър Богдан отслужва тържествена литургия и покръстил 56 души. Отец Яков посещава съседните села, в които има вече покръстени, и участва в свещенослужението. Той е искал да напусне енорията си поради трудностите в мисионерската си служба. Петър Богдан бил много загрижен и опитал да издейства увеличение на заплатата му. Той се оплаква от него, казвайки: „И именно поради това, че е събрат на павликяните и че го познават, а аз нямам друг свещеник, с който да го заменя“!
Около 1650 г. отец Яков успява да изпрати с помощта на епископ Петър Богдан някои даровити младежи от католическата общност в южна България да учат в Илирийския колеж за свещеници. Един от тях е Андрей Рачев от Калъчлий, но там той се разболява и умира. Братята му хванали отеца, оковали го във вериги и го предали на турските власти, искайки отмъщение. Случаят породил трайно недоверие у местното население. Те смятали, че „децата се продават на френците“ и с още по-голямо нежелание се съгласявали да изпращат децата си на учение в чужбина. Шестте годишни стипендии отпускани за целта, почти никога не били използвани докрай. За попълване на вакантните свещенически места били изпращани чужденци – албанци, босненци и др.
През ноември 1651 г. му е предложено да поеме мисията в Крашовар. Мирският свещеник Петър Башевич – служител в тамошната мисия на йезуитите, също възпитаник на Илирийския колеж в Лорето е негов чичо. През 1652 г. отец Яков напуснал енорията си и тръгва за Унгария. През 1653 г. започва да служи в мисията в Темешвар, а в началото на следващата година в околните села. През 1655 г. е енорийски свещеник в Темешвар. Няма сведения за неговата дейност след това.